# Język skou
Język skou (a. sekol, sekou, sko, skouw, skow, sukou), także te mawo (a. tumawo) – język papuaski używany w prowincji Papua w Indonezji. Według danych z 1999 roku posługuje się nim 700 osób.
Należy do rodziny języków skou, jest najbardziej wysuniętym na zachód przedstawicielem rodziny. Jego użytkownicy zamieszkują wsie Skou Mabo (Te Máwo), Skou Sai (Te Bapúbí) i Skou Yambe (Te Tángpe). Znany jest również mieszkańcom kilku wsi w Papui-Nowej Gwinei (Wutung, Dumo, Sangke, Dusur, Leitre).
W użyciu są także języki indonezyjski i malajski papuaski. Odnotowano, że wśród młodszego pokolenia preferowane są właśnie te języki, do czego przyczynia się wpływ systemu edukacji. Dzieci w wieku szkolnym wykazują jedynie bierną znajomość skou. Zaobserwowano jednak, że po ukończeniu szkoły (w wieku 14–15 lat) skou staje się głównym środkiem komunikacji, co oznaczałoby, że wcale nie jest silnie zagrożony wymarciem.
Nie jest bliski okolicznym językom indonezyjskiej Nowej Gwinei (zarówno pod względem klasyfikacji genetycznej, jak i cech typologii). W skou zidentyfikowano wiele zapożyczeń z niderlandzkiego, malajskiego, tok pisin i różnych języków lokalnych.
Badaniem języka skou zajmował się Mark Donohue, autor słownika i opracowania gramatycznego. Jest zapisywany alfabetem łacińskim.